# Ricardo Montero Allende
Ricardo Montero Allende, né à Santiago le 12 juin 1983, est un avocat et homme politique chilien. Depuis le 16 août  2023, il est Sous-secrétaire à la Défense dans le gouvernement de Gabriel Boric. 
Membre du Parti socialiste, il est chef de cabinet du ministère de la Défense et de l'Intérieur entre 2014 et 2017 pendant le second gouvernement de Michelle Bachelet. Entre 2021 et 2022, il est membre de la première Assemblée constituante.

## Formation académique et bénévolat
Ricardo Montero Allende étudie le droit à l'Université pontificale catholique du Chili, est titulaire d'une maîtrise en sciences de la Défense et de la sécurité interaméricaines du Collège interaméricain de défense (États-Unis) et en relations internationales, sécurité et développement de l'Université autonome de Barcelone.
Il a fait du bénévolat caritatif au sein de Techo pendant plus d'une décennie, au Chili et en Amérique latine. Après le processus de reconstruction suite au tremblement de terre de 2010, il passe deux ans au Brésil à la tête de l'équipe Techo à São Paulo.

## Parcours professionnel

### Collaborateur au gouvernement, Sénat et conseiller juridique
Il est collaborateur du deuxième gouvernement de la présidente Michelle Bachelet entre 2014 et 2017. Entre 2014 et 2015, il est directeur du cabinet du ministre de la Défense puis directeur du cabinet de la ministère de l'Intérieur entre 2015 et 2017.
Il a été secrétaire exécutif de la Commission de réforme des Carabineros du Sénat et membre du Forum permanent sur la politique étrangère. Entre janvier et avril 2020, il a été conseiller juridique externe auprès du Conseil de transparence. 

## Parcours politique

### Membre de la première Assemblée constituante
Lors des élections constituantes de mai 2021, il est candidat avec le Parti socialiste et la coalition Liste d'approbation dans la 18e circonscription, la région du Maule. Il est élu avec 5,5% des voix.
En octobre 2021, en tant que constituant, il est nommé coordinateur de la commission thématique sur le système politique, le gouvernement, le pouvoir législatif et le système électoral.

### Directeur du cabinet de Carolina Tohá et Sous-secrétaire à la Défense
En septembre 2022, il est nommé directeur du cabinet de la ministre de l'Intérieur Carolina Tohá. Le 16 août 2023, lors du deuxième remaniement, il est nommé sous-secrétaire à la Défense par le président Gabriel Boric.